# Пирански залив
Пирански залив или Савудријска вала (хрв. Piranski zaljev или Savudrijska vala, словен. Piranski zaliv) је залив дугачак 19 km², на сјеверном дијелу Јадранског мора. Дио је Тршћанског залива. Сјеверно је рт Мадона, а јужно Савудријски рт. Залив је предмет спора између република Словеније и Хрватске.
На словеначком дијелу налазе се Пиран, Порторож и Луција, а на хрватском Црвени врх.
Залив се на словеначком зове Пирански залив (Piranski zaliv), а на италијанском баио ди Пирано (baia di Pirano).